# Двигател на Алкубиер (хипотетичен)
Двигателят на Алкубиер е хипотетичен двигател на космически кораб, който на теория би се движил със скорост, привидно по-голяма от скоростта на светлината.
Концепцията за този свръхсветлинен двигател е на мексиканския физик теоретик Мигел Алкубиер, който извежда математически възможността даден обект (напр. космически кораб) да бъде поместен в т.нар. мехур (форма на локална пространствено-времева деформация), който го отделя от околното пространство. Пространството пред мехура подлежи на локално свиване, а това зад него на локално разширяване, което „отблъсква“ обекта в мехура от началната му позиция и го приближава до желаната дестинация без обектът да се движи вътре в мехура, т.е. кинетичната енергия на космическия кораб би била равна на нула. Светлината извън мехура и вътре в него продължава да има възможно най-високата скорост, а обектът достига крайната дестинация поради изкривяването на пространството.
Теорията на Алкубиер не противоречи на Специалната теория за относителността, но практическата реализация на двигателя изисква да се развият редица нови аспекти на физиката: екзотична материя с отрицателна енергийна плътност или методи за манипулация на тъмната енергия. Без тях двигателят на Алкубиер не може да бъде построен.

## История
В периода 1988 – 1990 г. Мигел Алкубиер завършва теоретична физика в Националния автономен университет на Мексико, след което през 1994 г. започва докторантура в Университета в Кардиф, Уелс.[неблагонадежден източник]
 В края на същата година Алкубиер описва концепцията си за свръхсветлинен двигател в статия, в която излага идеята си за решаване на уравненията на Айнщайн. Самият той казва, че идеята му е вдъхновена от научнофантастичната вселена на Стар Трек, който използва концепцията за т.нар. "Warp" двигател (на английски: warp drive) – деформиращ пространство-времето двигател.

## Математически извод
Идеята на Алкубиер произтича от решението на едно от Айнщайновите уравнения на полето, изразени като частни диференциални уравнения. Решенията на тези уравнения са във формата на метрични тензори, те се наричат метрика на Айнщайн. Алкубиер предлага стойности за променливите, които дават друг поглед върху уравненията и се наричат метрика на Алкубиер. В следното уравнение:
{\displaystyle ds^{2}=(v_{s}(t)^{2}f(r_{s}(t))^{2}-1)dt^{2}-2v_{s}(t)f(r_{s}(t))dxdt+dx^{2}+dy^{2}+dz^{2}}
Алкубиер замества компонентата dx2 – ускорението на обекта в хоризонтална посока – с израз с нови променливи (времето, скоростта и радиус-вектора), като така описва възможността за изкривяване на пространство-времето около обекта. Пространството пред него претърпява обемно свиване, а зад него – обемно разширяване, което избутва обекта от началната точка А до крайната точка Б. Всъщност пространствено-временният мехур не се движи – неговата кинетична енергия в началото и в края е една и съща, а преместването става за сметка на изкривяване на пространството.
Според метриката на Алкубиер за създаването на мехура трябва да се генерира огромно количество енергия, чиято плътност от гледна точка на външния наблюдател би била
{\displaystyle -{\frac {c^{4}}{8\pi G}}{\frac {v_{s}^{2}\left(y^{2}+z^{2}\right)}{4g^{2}r_{s}^{2}}}\left({\frac {df}{dr_{s}}}\right)^{2},}
където g е детерминантата на метричния тензор.
Тя обаче винаги има отрицателни стойности, което означава, че е необходима материя с отрицателна маса или отрицателна енергия (т.нар. екзотична материя), която да може да изкривява пространството по този начин – разширявайки го и отблъсквайки обикновената материя. В класическата физика е невъзможно съществуването на материя, притежаваща свойството да генерира отрицателна енергийна плътност. От друга страна, квантовата физика позволява създаването на такава енергия, което се обяснява чрез ефекта на Казимир

## Съответствие със съвременната физика
Теорията на Алкубиер не противоречи на Специалната теория за относителността на Алберт Айнщайн, но реализирането на двигателя на практика изисква да се развият редица нови аспекти на физиката: екзотична материя с отрицателна енергийна плътност или методи за манипулация на тъмната енергия. Без тях двигателят на Алкубиер не може да бъде построен.
В Общата теория на относителността се споменават хипотетични изкривявания на пространството, наречени червейни дупки. Съществуването на екзотична материя не е изключено теоретично, но за да се генерира и поддържа достатъчно количество такава материя, за да се поддържа свръхсветлинна скорост (и да се държи отворена червейната дупка), са необходими огромни количества енергия. Според Робърт Лоу е невъзможно построяване на двигател, деформиращ пространство-времето, в контекста на Общата теория на относителността, без да е налице екзотична материя.
Макар и математически непротиворечив, моделът на Алкубиер не е непременно физически възможен, а и към момента не е реализиран на практика. Едва през 2022 г. ученият от НАСА Харолд Уайт случайно разработва микроструктура, сходна на мехура в теорията на Алкубиер, създадена чрез ефекта на Казимир и генерираща отрицателна енергийна плътност, но в изключително малък (нано) мащаб, в който промените могат да се засекат само с изключително прецизен интерферометър.